# Selleophytum
Selleophytum là một chi thực vật có hoa trong họ Cúc (Asteraceae).

## Loài
Chi Selleophytum gồm các loài: